# Éldis Fernando Damasio
Éldis Fernando Damasio (nacido el 13 de enero de 1981) es un futbolista brasileño que se desempeña como delantero.

## Trayectoria

### Clubes
| Club            | País   | Año         |
| --------------- | ------ | ----------- |
| Guaratinguetá   | Brasil | 2001        |
| Figueirense     | Brasil | 2002 - 2003 |
| Tupã            | Brasil | 2002        |
| São Caetano     | Brasil | 2004        |
| Gamba Osaka     | Japón  | 2004 - 2006 |
| Shimizu S-Pulse | Japón  | 2007 - 2008 |
| Kyoto Sanga FC  | Japón  | 2008        |
| Vasco da Gama   | Brasil | 2009        |
| Oita Trinita    | Japón  | 2009        |
| Vegalta Sendai  | Japón  | 2010        |
| Mogi Mirim      | Brasil | 2011 - 2012 |
| Ventforet Kofu  | Japón  | 2012        |
| Linense         | Brasil | 2013 - 2014 |
| Gainare Tottori | Japón  | 2014 - 2016 |
| Ferroviária     | Brasil | 2017        |
| Gainare Tottori | Japón  | 2018 -      |

## Estadística de carrera

### J. League
| Club            | Año   | J. League | J. League | Copa J. League | Copa J. League | Total | Total |
| Club            | Año   | Part.     | Goles     | Part.          | Goles          | Part. | Goles |
| --------------- | ----- | --------- | --------- | -------------- | -------------- | ----- | ----- |
| Gamba Osaka     | 2004  | 28        | 10        | 7              | 2              | 35    | 12    |
| Gamba Osaka     | 2005  | 34        | 7         | 11             | 3              | 45    | 10    |
| Gamba Osaka     | 2006  | 19        | 6         | 2              | 0              | 21    | 6     |
| Shimizu S-Pulse | 2007  | 33        | 9         | 4              | 0              | 37    | 9     |
| Shimizu S-Pulse | 2008  | 13        | 1         | 3              | 2              | 16    | 3     |
| Kyoto Sanga FC  | 2008  | 16        | 3         | 0              | 0              | 16    | 3     |
| Oita Trinita    | 2009  | 15        | 3         | 0              | 0              | 15    | 3     |
| Vegalta Sendai  | 2010  | 26        | 8         | 4              | 1              | 30    | 9     |
| Ventforet Kofu  | 2012  | 17        | 1         | -              | -              | 17    | 1     |
| Gainare Tottori | 2014  | 15        | 7         | -              | -              | 15    | 7     |
| Gainare Tottori | 2015  | 14        | 5         | -              | -              | 14    | 5     |
| Gainare Tottori | 2016  | 26        | 7         | -              | -              | 26    | 7     |
| Total           | Total | 256       | 67        | 31             | 8              | 287   | 75    |